# Surfin' Bird (álbum)
Surfin' Bird es el álbum debut y el que más furor ha causado de la banda de Surf Rock, The Trashmen, publicado en el año 1963. El gran éxito del grupo fue Surfin' Bird, es la combinación de las canciones Papa-Oom-Mow-Mow y The Bird's the Word de la agrupación de R&B, The Rivingtones.
Este álbum tiene tres singles, Surfin' Bird, Bird Dance Beat y el menor sencillo fue King Of The Surf. Sin duda alguna, es el mejor trabajo de The Trashmen. La canción Surfin' Bird fue utilizada en series, películas, y también, fue versionada en múltiples ocasiones por diferentes grupos.
Como todos los trabajos de The Trashmen, Surfin' Bird contiene muchas versiones de otras canciones, como Money, Misirlou, Malagueña, Henrietta y It's So Easy por mencionar algunas.

## Lista de canciones
1. "Surfin' Bird"
2. "King of the Surf"
3. "Henrietta"
4. "Misirlou"
5. "Malagueña"
6. "It's So Easy"
7. "Tube City"
8. "My Woodie"
9. "Bird Bath"
10. "Kuk"
11. "Money" (That's What I Want)
12. "Sleeper"
13. "Surfin' Bird" [Demo Version]
14. "Bird Dance Beat" [Demo Version]
15. "Walkin' My Baby"
16. "Dancin' with Santa"

## Miembros
- Tony Andreason - Voz, guitarra líder
- Dal Winslow - Voz, guitarra rítmica
- Bob Reed - Bajo
- Steve Wahrer (†1989) - Batería y Cantante - (sustituido por Mark Andreason)

- Datos: Q3978146